# Angelo Dawkins
Gary Gordon (Cincinnati, Ohio, 24 de julio de 1990), más conocido por su nombre Angelo Dawkins, es un luchador profesional estadounidense que trabaja para WWE en su marca SmackDown.

## Carrera

### WWE

#### NXT (2012-2019)
Gordon hizo su debut televisivo con el nombre artístico Angelo Dawkins el 19 de junio de 2013, en NXT perdiendo ante Sami Zayn. Dawkins continuaría perdiendo sus luchas hasta su victoria ante Slate Randall en un dark match el 21 de noviembre. En 2015 Dawkins comenzó a realizar equipos con Sawyer Fulton pero perdiendo ante The Hype Bros, Enzo Amore & Big Cass y los entonces Campeones en Parejas de la NXT Blake & Murphy. Dawkins y Fulton participaron en el Dusty Rhodes Tag Team Classic pero perdieron ante Enzo Amore & Big Cass en la primera ronda. Dawkins y Fulton se enfrentaron ante los Campeones en Parejas de la NXT The Vaudevillains con nuevo estilo de imagen pero perdieron la lucha de todas maneras. A causa de las derrotas, Fulton dio un ultimátum a su alianza con Dawkins asegurando su fin en caso de una derrota más. Dawkins perdió ante Bull Dempsey por lo que Sawyer Fulton lo abandonó disolviendo el equipo.
Luego de un tiempo ausente, formó equipo con Montez Ford y formando el equipo de Street Profits, tomando el gimnick de rapero, y participó en varias luchas durante los house shows de NXT.
(2019)
El 1 de junio de 2019 en Nxt Takeover XXv gana los vacantes campeonatos en parejas de nxt junto con su compañero Montez Ford.

#### 2019
A partir del 1 de julio, The Street Profits comenzó a aparecer en WWE Raw haciendo varios segmentos detrás del escenario, un movimiento que se hizo para atraer al público más joven. Dave Meltzer aclaró que el equipo todavía eran luchadores de NXT, y que esto no es un llamado oficial a la lista principal. En octubre 11, durante el Draft de WWE, los Street Profits fueron reclutados para Raw, llevándolos oficialmente a la lista principal. Debutando en el Raw del 21 de octubre derrotando a The O.C(Luke Gallows & Karl Anderson) comenzando un feudo entre ellos, en el Raw del 4 de noviembre, junto a Humberto Carrillo fueron derrotados por The O.C.(A.J. Styles, Karl Anderson & Luke Gallows). El 9 de diciembre en Raw respondieron al reto de los Campeones en Parejas de Raw The Viking Raiders(Erik e Ivar), sin embargo perdieron y en el Raw del 30 de diciembre derrotaron a The Best Tag Team of The World The O.C.(Luke Gallows & Karl Anderson), lo que llevó a que se pactara una Triple Threat Match por los Campeonatos en Pareja de Raw de The Viking Raiders(Erik e Ivar) contra The O.C.(Luke Gallows & Karl Anderson)

#### 2020-2022
Empezando el 2020, el 6 de enero en Raw se enfrentó a The Viking Raiders(Erik e Ivar) y a The O.C(Luke Gallows & Karl Anderson) en una Triple Threat Match por los Campeonatos en Parejas de Raw, sin embargo retuvieron The Viking Raiders. El 17 de febrero salieron a defender a Kevin Owens del ataque de The Monday Night Messias Seth Rollins, Buddy Murphy & AOP(Akam & Rezar), pactándose un combate por los Campeonatos en Pareja de Raw de Seth Rollins & Buddy Murphy en Super Show-Down. En el Raw del 24 de febrero,  acompañado por Montez Ford derrotó al Campeón en Parejas de Raw Murphy por descalificación, debido a la intervención de Seth Rollins, posteriormente Ford retó a Rollins a un combate, combate que perdió. En Super Show-Down, junto a Montez Ford se enfrentaron a Seth Rollins & Murphy por los Campeonatos en Parejas de Raw, sin embargo perdieron. En el Raw del 2 de marzo, junto a Montez Ford se enfrentaron nuevamente a Seth Rollins & Murphy por los Campeonatos en Parejas de Raw, con la condición de que si no ganaban los títulos, no recibirian más oportunidades por los títulos, pero gracias a que durante el combate, Kevin Owens atacó a Rollins y así ganaron los Campeonatos en Parejas de Raw siendo su primer título en el roster principal. En Elimination Chamber, junto a Montez Ford derrotaron a Seth Rollins & Murphy y retuvieron los Campeonatos en Parejas de Raw, al siguiente día en Raw junto a Montez Ford & The Viking Raiders(Erik e Ivar) fueron derrotados por Seth Rollins, Murphy & AOP(Akam & Rezar). En el Main Event transmitido el 19 de marzo, Dawkins acompañado de Ford, derrotó a Murphy.
En el SmackDown! del 30 de julio celebrado como parte del Rolling Loud Festival Music, acompañado de Montez Ford y rapero Wale, derrotó a Chad Gable en un Rolling Loud Match.
En Survivor Series, participó en el 25-Man Dual Brand Battle Royal en conmemoración a los 25 años de carrera de The Rock, eliminando a Angel y junto a su compañero Montez Ford eliminaron a Sami Zayn, sin embargo fue eliminado por Omos.
En la noche 2 de WrestleMania 38, junto a Montez Ford se enfrentaron a RK-Bro (Randy Orton & Riddle) y a Alpha Academy (Chad Gable & Otis) por los Campeonatos en Parejas de Raw, sin embargo perdieron. En el Raw del 6 de junio, junto a Montez Ford derrotaron a los Campeones Indisputados en Parejas de la WWE The Usos (Jey & Jimmy) por descalificación en una lucha no titular, obteniendo una oportunidad por Campeonatos Indisputados en Parejas de la WWE, empezando nuevamente un fuedo, y en el Raw del 20 de junio, derrotó al Campeón Indisputado en Parejas de la WWE Jey Uso.

#### 2023-presente
Empezando el 2023, en el episodio de Raw del 2 de enero, junto a Montez Ford & Kevin Owens fueron derrotados por The Bloodline (Sami Zayn, Jey & Jimmy Uso), la siguiente semana en Raw, junto a Montez Ford participaron en el Tag Team Turmoil Match para ser los contendientes #1 por los Campeonatos en Parejas de Raw, ingresando de últimos, sin embargo perdieron ante The Judgement Day (Dominik & Damian Priest), a la siguiente semana en Raw, junto a Montez Ford derrotaron a Cedric Alexander & Shelton Benjamin, y a la siguiente semana en Raw Is XXX, junto a Montez Ford & Seth "Freakin" Rollins derrotaron a Imperium (GUNTHER, Ludwig Kaiser & Giovanni Vinci). En Royal Rumble, participó en el Men's Royal Rumble Match ingresando de #11, sin embargo fue eliminado por Brock Lesnar, durando 2 minutos y 28 segundos. En el episodio de Raw del 6 de febrero, se enfrentó a Damian Priest en un combate para clasificar al Elimination Chamber Match por el Campeonato de los Estados Unidos de WWE de Austin Theory, sin embargo perdió. En el SmackDown WrestleMania Edition, participó en el André the Giant Memorial Battle Royal, sin embargo fue eliminado por ma.çé.

## Otros medios
Gordon es un deportista polifacético que capturó títulos nacionales en el fútbol, lucha libre y pista.

## Campeonatos y logros
- Evolve Wrestling

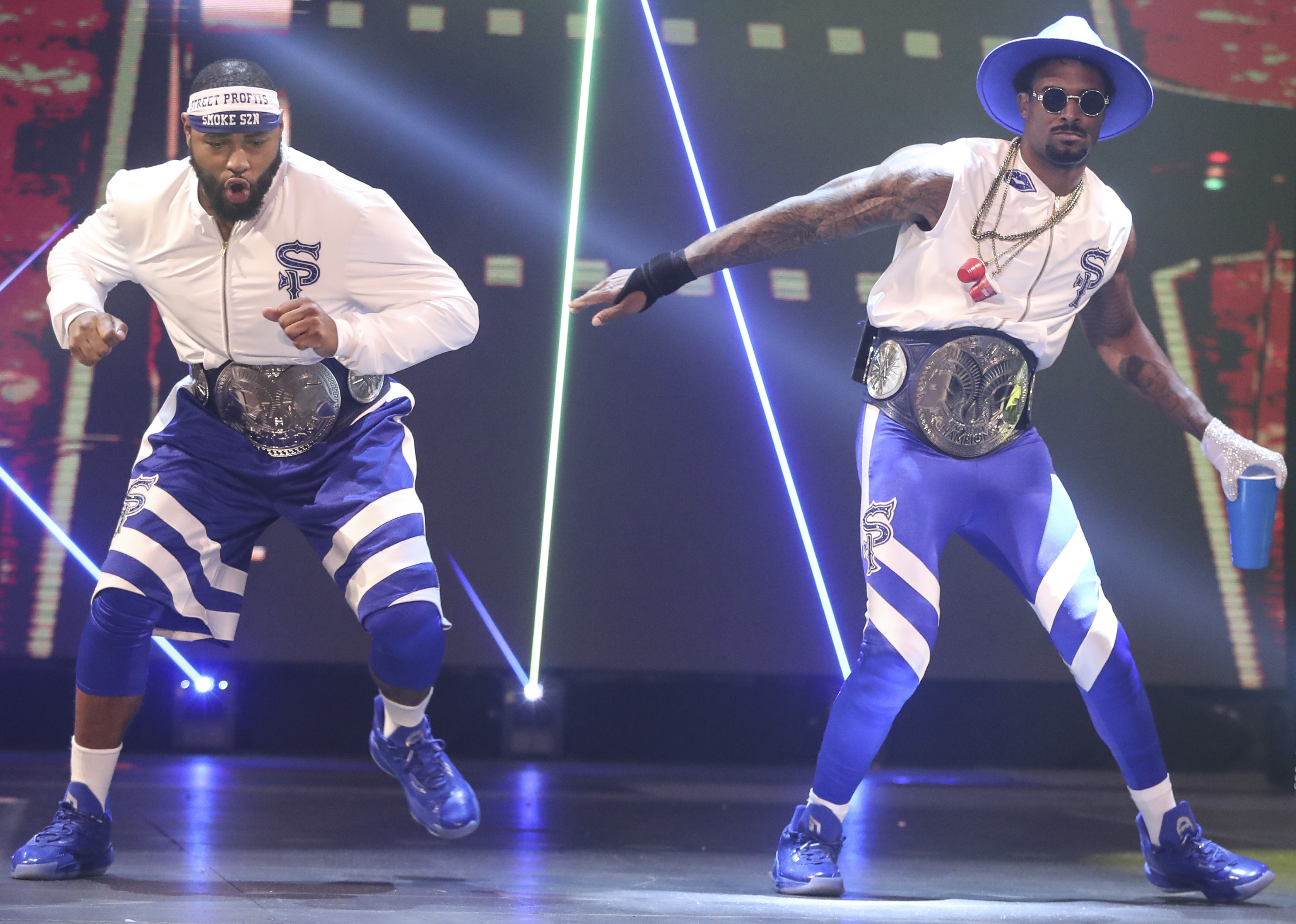
Angelo Dawkins como Campeón en Parejas de SmackDown junto a Montez Ford.

  - Evolve Tag Team Championship (1 vez) - con Montez Ford[14]

- WWE
  - NXT Tag Team Championship (1 vez) - con Montez Ford
  - Raw Tag Team Championship (1 vez) - con Montez Ford
  - SmackDown Tag Team Championship (2 vez) - con Montez Ford
  - Tag Team Triple Crown Championship (Segundos) - con Montez Ford
  - WWE Year–End Award a las superestrellas más destacadas del año (2019) - con Montez Ford
  - Slammy Award ( veces) - Montez Ford
    - Tag Team of the Year (2020)
    - Breakout Star of the Year (2020)

- Pro Wrestling Illustrated
  - Situado en el N.º 350 en los PWI 500 de 2016[15]
- Wrestling Observer Newsletter
  - Lucha 5 estrellas (2025) con Montez Ford vs. #DIY vs. The Motor City Machine Guns  en SmackDown el 25 de abril de 2025